# Lapici

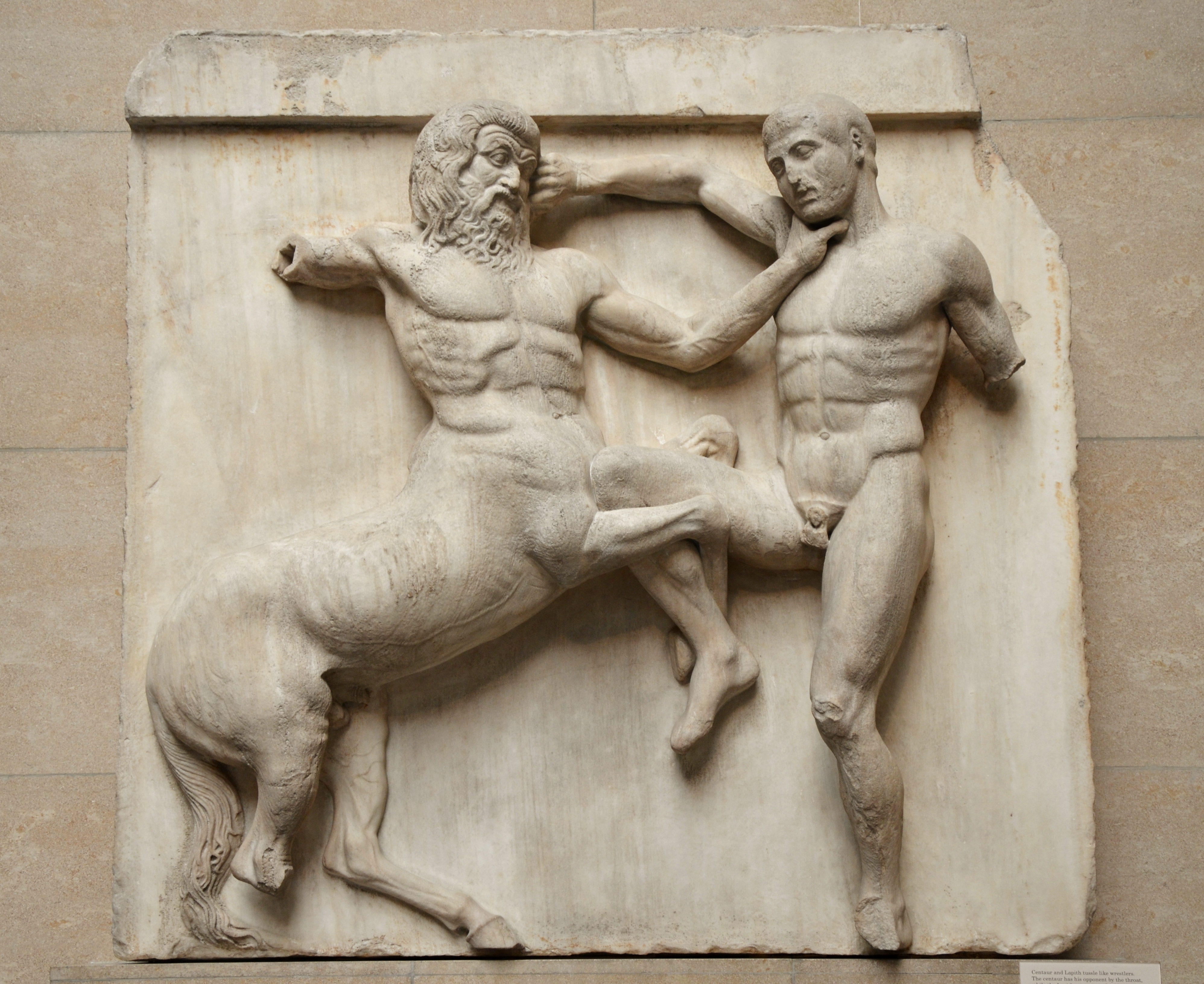
Walka centaura z Lapitą – metopa z południowego fryzu Partenonu (Muzeum Brytyjskie)

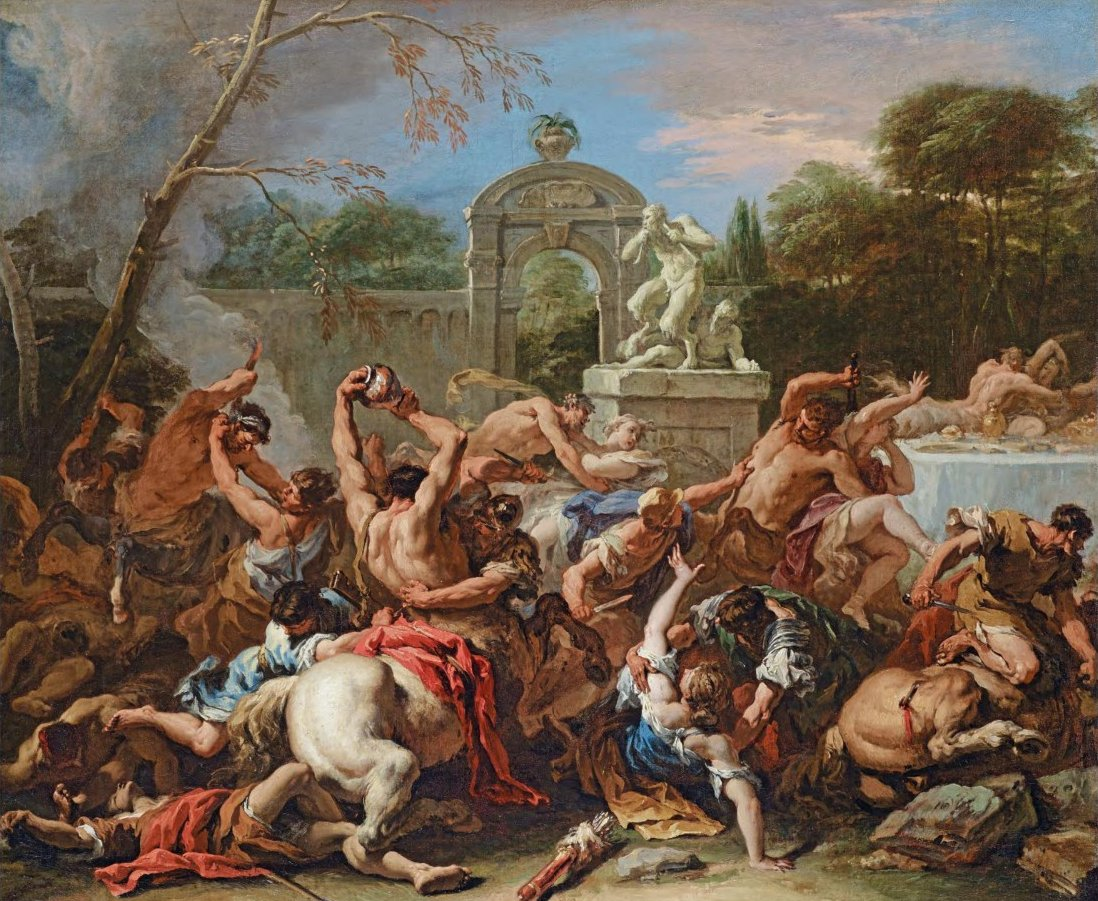
Centauromachia na obrazie Sebastiano Ricciego

Lapici (także Lapitowie; gr. Λαπίθαι Lapíthai, łac. Lapithae) – w mitologii greckiej lud tesalski zamieszkujący pierwotnie masywy górskie Pindosu, Pelionu i Osy. Osiedlili się również w Elidzie i w Olenos, a także na Rodos i w Knidos.
Według mitologii greckiej plemię Lapitów, choć spokrewnione było z centaurami (pół ludźmi, pół końmi), tworzyły istoty ludzkie. Za przodków Lapitów uchodzili bóg i uosobienie rzeki tesalskiej, Penejos, i najada Kreuza albo okeanida Filyra. Penejos (z Kreuzą lub Filyrą) miał troje dzieci: Andreusa, Hypseusa i Stilbe. Jego córka Stilbe (w związku z bogiem Apollinem) urodziła syna Lapitesa (eponima Lapitów), który następnie spłodził Forbasa, Triopasa, Perifasa i Lesbosa. Do Lapitów należeli również niektórzy Argonauci (między innymi Kajneus, Koronos, Polifem, Asterios, Mopsos, Pejritoos, Faleros) oraz uczestnicy łowów kalidońskich.
Występują w mitach o centauromachii oraz o Heraklesie i jego sojuszniku Ajgimiosie. Pierwszy, wspomniany już w Iliadzie i Odysei, mówi o konflikcie, jaki spowodowało nieopatrzne zaproszenie centaurów na ucztę weselną tesalskiego króla Pejritoosa. Upojone winem stwory próbowały gwałcić kobiety Lapitów, co doprowadziło do zaciekłej walki zakończonej ich pogromem i zwycięstwem tesalskich górali. Jako symbol przeciwstawienia cywilizacji barbarzyństwu, centauromachia stała się (zwłaszcza od wojen perskich) jednym z popularnych tematów w sztuce greckiej, częstym w malarstwie wazowym i w rzeźbie (na przykład fryzy Partenonu, świątyni Zeusa w Olimpii, świątyni Posejdona na przylądku Sunion, płaskorzeźby sarkofagów).
Jako zrozumiałą alegorię wykorzystywano go również w malarstwie epok późniejszych, szczególnie od czasów renesansu (między innymi Piero di Cosimo, Luca Giordano, Francesco Solimena, Sebastiano Ricci). Związane z wydarzeniem przysłowiowe wyrażenie „uczta Lapitów” oznacza w przenośni biesiadę zakończoną awanturą i bijatyką.